# Gauß-Weingarten-Gleichungen
Die Gauß-Weingarten-Gleichungen (nach Carl Friedrich Gauß und Julius Weingarten) sind ein System partieller Differentialgleichungen aus der Differentialgeometrie. Sie vermitteln einen Zusammenhang zwischen den Tangentialvektoren {\displaystyle X_{1},X_{2}}, der Einheitsnormalen {\displaystyle N={\tfrac {X_{1}\times X_{2}}{|X_{1}\times X_{2}|}}} einer regulären Fläche und den Koeffizienten der Matrix der ersten beziehungsweise der zweiten Fundamentalform bezüglich einer (lokalen) Parametrisierung dieser Fläche.

## Gleichungen
Die Gleichungen lauten (i, j, k =1,2):
{\displaystyle X_{ij}=\Gamma _{ij}^{k}X_{k}+l_{ij}N,\qquad N_{i}=-l_{ij}g^{jk}X_{k}.}
Dabei stehen die Vektoren {\displaystyle X_{1},X_{2}} für
{\displaystyle X_{1}=X_{u}(u,v)={\tfrac {\partial X}{\partial u}}(u,v)\quad {\text{und}}\quad X_{2}=X_{v}(u,v)={\tfrac {\partial X}{\partial v}}(u,v)}
die ersten partiellen Ableitungen nach den Parametern {\displaystyle u} bzw. {\displaystyle v} der Fläche und entsprechend {\displaystyle X_{ij}} (i, j = 1,2) für die zweiten Ableitungen. Entsprechend sind {\displaystyle N_{i}} (i=1,2) die Ableitungen des Normalenvektors.
Wenn wir beachten, dass bei einer differentialgeometrisch regulären Fläche die Vektoren {\displaystyle X_{1},X_{2},N} linear unabhängig sind, dann können wir die ersten Ableitungen dieses Dreibeins als Linearkombination der Basisvektoren darstellen. Eine Bestimmung der Koeffizienten liefert dann die Gauß-Weingarten-Gleichungen. 
Die {\displaystyle \Gamma _{ij}^{k}} sind die Christoffelsymbole der Koeffizienten der Matrix der ersten Fundamentalform {\displaystyle g_{ij}} mit den Koeffizienten der inversen Matrix {\displaystyle g^{kl}} und {\displaystyle l_{ij}} die Koeffizienten der Matrix der zweiten Fundamentalform (häufig {\displaystyle l_{11}=L}, {\displaystyle l_{12}=l_{21}=M}, {\displaystyle l_{22}=N} geschrieben). Die {\displaystyle l_{ij}g^{jk}} sind die Koeffizienten der Weingartenabbildung.
Ursprünglich wurden in den Formeln keine Christoffelsymbole verwendet, sondern die Koeffizienten der Gleichung wurden durch die Koeffizienten der ersten Fundamentalform der Fläche {\displaystyle E}, {\displaystyle F} und {\displaystyle G} ausgedrückt. Mit der Diskriminante der Fundamentalform {\displaystyle g=EG-F^{2}} und den ersten Ableitungen {\displaystyle E_{u}} usw. gelten folgende Beziehungen:
{\displaystyle \Gamma _{11}^{1}={\frac {1}{2g}}(GE_{u}-2FF_{u}+FE_{v})}
{\displaystyle \Gamma _{12}^{1}=\Gamma _{21}^{1}={\frac {1}{2g}}(GE_{v}-FG_{u})}
{\displaystyle \Gamma _{22}^{1}={\frac {1}{2g}}(-FG_{v}+2GF_{v}-GG_{u})}
{\displaystyle \Gamma _{11}^{2}={\frac {1}{2g}}(-FE_{u}+2EF_{u}-EE_{v})}
{\displaystyle \Gamma _{12}^{2}=\Gamma _{21}^{2}={\frac {1}{2g}}(EG_{u}-FE_{v})}
{\displaystyle \Gamma _{22}^{2}={\frac {1}{2g}}(EG_{v}-2FF_{v}+FG_{u})}
Die Koeffizienten der Weingartenabbildung {\displaystyle -l_{ij}g^{jk}} schreiben sich entsprechend:
- i=1, k=1: {\displaystyle {\frac {(MF-LG)}{g}}}
- i=1, k=2: {\displaystyle {\frac {(LF-ME)}{g}}}
- i=2, k=1: {\displaystyle {\frac {(NF-MG)}{g}}}
- i=2, k=2: {\displaystyle {\frac {(MF-NE)}{g}}}

## Integrationsbedingungen
Es stellt sich die Frage, inwiefern eine differentialgeometrisch reguläre Fläche durch Angabe der ersten und zweiten Fundamentalform (eindeutig) bestimmt ist. Wenn man gemischte zweite Ableitungen des Dreibeins berechnet, stellt man fest, dass die Koeffizienten der ersten und zweiten Fundamentalform nicht völlig unabhängig voneinander gewählt werden können. Es gelten die notwendigen Integrationsbedingungen in Form der Codazzi-Mainardi-Gleichungen und der Formel von Brioschi. Man stellt fest, dass die notwendigen Bedingungen auch hinreichend sind. Es gilt nämlich der Fundamentalsatz der Flächentheorie:
Die Koeffizienten der Matrix der ersten und zweiten Fundemantalform genügen den Codazzi-Mainardi-Gleichungen und der Formel von Brioschi. Dann gibt es eine, bis auf Translationen und Drehungen, eindeutig bestimmte Fläche, welche gerade die vorgeschriebene erste und zweite Fundamentalform hat.
Die Gauß-Weingarten-Gleichungen stellen gerade die Verallgemeinerung der frenetschen Formeln für Flächen im dreidimensionalen Raum dar. Der Teil der Formeln mit der Ableitung des Normalenvektors wird auch Ableitungsformeln von Weingarten (1861) genannt.

## Verallgemeinerungen
Die ursprüngliche Version der Gauß-Weingarten-Gleichungen gilt nur für zweidimensionale differenzierbare Mannigfaltigkeiten im dreidimensionalen Raum. Man kann die Gleichungen ohne weitere Probleme auch für allgemeine differenzierbare Mannigfaltigkeiten mit Kodimension 1, das heißt für Hyperflächen hinschreiben. Dazu ergänzt man punktweise eine Basis des Tangentialbündels durch einen Einheitsnormalenvektor und erhält damit eine Basis des n-dimensionalen Raumes. Mit der analogen Methode stellen sich dann die Gauß-Weingarten-Gleichungen für diese Mannigfaltigkeiten dar.
Auch in höheren Codimensionen {\displaystyle k} gibt es geeignete Verallgemeinerungen. Dazu ergänzen man wieder eine Basis eines Tangentialbündels durch entsprechend {\displaystyle k} Einheitsnormalenvektoren {\displaystyle N_{1},...,N_{k}}. Diese müssen allerdings so gewählt werden, dass sie auch differenzierbar sind. Es ist aber auch notwendig, die zweite Fundamentalform zu verallgemeinern. Es sei:
{\displaystyle l_{\sigma ,ij}=(X_{ij},N_{\sigma })}
wobei {\displaystyle \sigma =1,...,k.} Damit gelten zunächst die Gleichung
{\displaystyle X_{ij}=\Gamma _{ij}^{k}X_{k}+\sum _{\sigma =1}^{k}l_{\sigma ,ij}N_{\sigma }.}
Für den zweiten Teil der Gauß-Weingarten-Gleichungen werden die sogenannten Torsionskoeffizienten benötigt:
{\displaystyle T_{\sigma ,i}^{\vartheta }=(N_{\sigma ,i},N_{\vartheta })=-(N_{\sigma },N_{\vartheta ,i})=-T_{\vartheta ,i}^{\sigma }.}
Diese Größen sind vergleichbar mit der Windung bzw. Torsion von Kurven. Damit erhält man für den zweiten Teil der Gauß-Weingarten-Gleichungen:
{\displaystyle N_{\sigma ,i}=-l_{\sigma ,ij}g^{jk}X_{k}+\sum _{\vartheta =1}^{k}T_{\sigma ,i}^{\vartheta }N_{\vartheta }.}